# Heinrich Weber
|  | No s'ha de confondre amb el també matemàtic contemporani Heinrich Friedrich Weber. |

Heinrich Martin Georg Friedrich Weber, o més comunament Heinrich Weber (1842-1913) va ser un matemàtic alemany conegut pels seus treballs en àlgebra i teoria de grups.

## Vida i Obra
El pare d'Heinrich Weber, George Weber, era un historiador, director d'un institut de secundària de Heidelberg i el va encoratjar a seguir una carrera acadèmica. El seu gust per le matemàtiques ja va començar al Gymnasium (institut de secundària) on va tenir com a professor Arthur Arneth, autor d'una història de les matemàtiques. El 1860 va ingressar a la universitat de Heidelberg per estudiar matemàtiques i física. Després d'una estança a la universitat de Leipzig, es va doctorar a Heidelberg el 1863 sota la direcció d'Otto Hesse i va obtenir la seva habilitació acadèmica a la universitat de Königsberg el 1866.
Com a professor, va seguir una carrera que el va portar per moltes universitats: de 1866 a 1870 va ser professor a Königsberg, de 1870 a 1875 al Politècnic de Zuric, de 1875 a 1883 va retornar a Königsberg (on va ser professor de Hilbert i Minkowski), el curs 1883-1884 va estar al Institut Tècnic de Charlottenburg, de 1884 a 1892 va donar classes a la universitat de Marburg (de la qual va ser rector el curs 1890-91), de 1892 a 1895 va ser professor a la universitat de Göttingen i, finalment, el 1895, va anar a la universitat d'Estrasburg en la que va romandre fins a la seva mort el 1913 i de la qual va ser rector el 1900-1901. Això el converteix en el matemàtic alemany del segle xix que va treballar en més universitats diferents.
Dins de la seva carrera acadèmica, també cal destacar que va ser president de la Societat Matemàtica d'Alemanya (1895 i 1904), president del Congrés Internacional de Matemàtics de Heidelberg (1904) i editor de la revista Mathematische Annalen des de 1893. Va rebre doctorats honorífics de les universitats d'Oslo i Heidelberg i va ser membre de les acadèmies de ciències de Göttingen, Berlín, Múnic, Estocolm, Uppsala i dei Lincei.
Les aportacions de Weber són fonamentals: des del seu article amb Richard Dedekind (1882) que pot ser considerat l'acte fundador de la moderna geometria algebraica, fins al seu monumental tractat d'àlgebra en tres volums (1894-1908) que conduirà al ben conegut tractat de van der Waerden de 1930-1931.. És ell qui introdueix la noció abstracta de grup en el segon volum del seu tractat. Va tenir un paper important en la recerca de la resolució del dotzè problema de Hilbert i va liderar l'edició de les obres de Riemann.

## Publicacions
La llista de publicacions de Weber és llarguíssima (unes 86 obres), a continuació es mostren les més notables.
- Zur theorie der Singulären Lösungen partieller Differentialgleichungen Erster Ordnung. Leipzig, 1866.
- Neuer Beweis des Abelschen Theorems vom Geschlecht drei. Mathematische Annalen Vol. 8 (1874) p=49-53.
- Theorie der Abelschen Functionen. Berlín, 1876.
- Amb Richard Dedekind: Theorie der algebraischen Functionen einer Veränderlichen. J. Reine Angew. Math. Vol. 92 (1882) p=181–290
- Elliptische Functionen und algebraische Zahlen. Braunschweig 1891
- Encyklopädie der Elementar-Mathematik. Ein Handbuch für Lehrer und Studierende. Leipzig 1903/07, (Vol. 1, Vol. 2, Vol. 3)
- Edició de Bernhard Riemann (parcialment basada en els seus apunts de classe): Die partiellen Differential-Gleichungen der mathematischen Physik. Braunschweig 1900-01.
- Lehrbuch der Algebra (Volum 1). Braunschweig 1894.
- Lehrbuch der Algebra (Volum 2). Braunschweig 1896.
- Lehrbuch der Algebra (Volum 3). Braunschweig 1908. El tercer volum és una versió expendida de Elliptische Functionen und algebraische Zahlen.
- Kleines Lehrbuch der Algebra. Braunschweig 1921.